# Pergola (stacja kolejowa)
Pergola (włoski: Stazione di Pergola) – stacja kolejowa w Pergoli, w regionie Marche, we Włoszech. Znajdują się tu 2 perony.